# Willi Ritschard
Willi Ritschard, Willy Ritschard (ur. 28 września 1918, zm. 16 października 1983) – szwajcarski polityk, członek Szwajcarskiej Rady Związkowej (rządu) z ramienia Partii Socjaldemokratycznej, prezydent.
Ritschard został wybrany w skład Szwajcarskiej Rady Związkowej w grudniu 1974 jako reprezentant kantonu Solura i zastąpił swojego kolegę partyjnego, Hansa-Petera Tschudiego. Kierował początkowo resortem transportu, komunikacji i energii (1974–1979), następnie resortem finansów (od 1980). W 1978 sprawował rotacyjne przewodnictwo Rady (równoznaczne z funkcją prezydenta Szwajcarii). Był również dwukrotnie wiceprezydentem - w 1977 i 1983. W październiku 1983 ogłosił, że z końcem roku kończy pracę w rządzie; zmarł jednak już kilka tygodni później, doznawszy w trakcie spaceru ataku serca. Jego miejsce w Radzie Związkowej zajął Otto Stich.
Z zawodu monter instalacji grzewczych, był pierwszym robotnikiem zasiadającym w rządzie Szwajcarii. Popularność przyniosły mu liczne złote myśli, których kilka zbiorów ukazało się jeszcze za jego życia. Polityką zajął się również jego syn Rolf, wieloletni członek rządu kantonu Solura.